# Stanisław Skarszewski

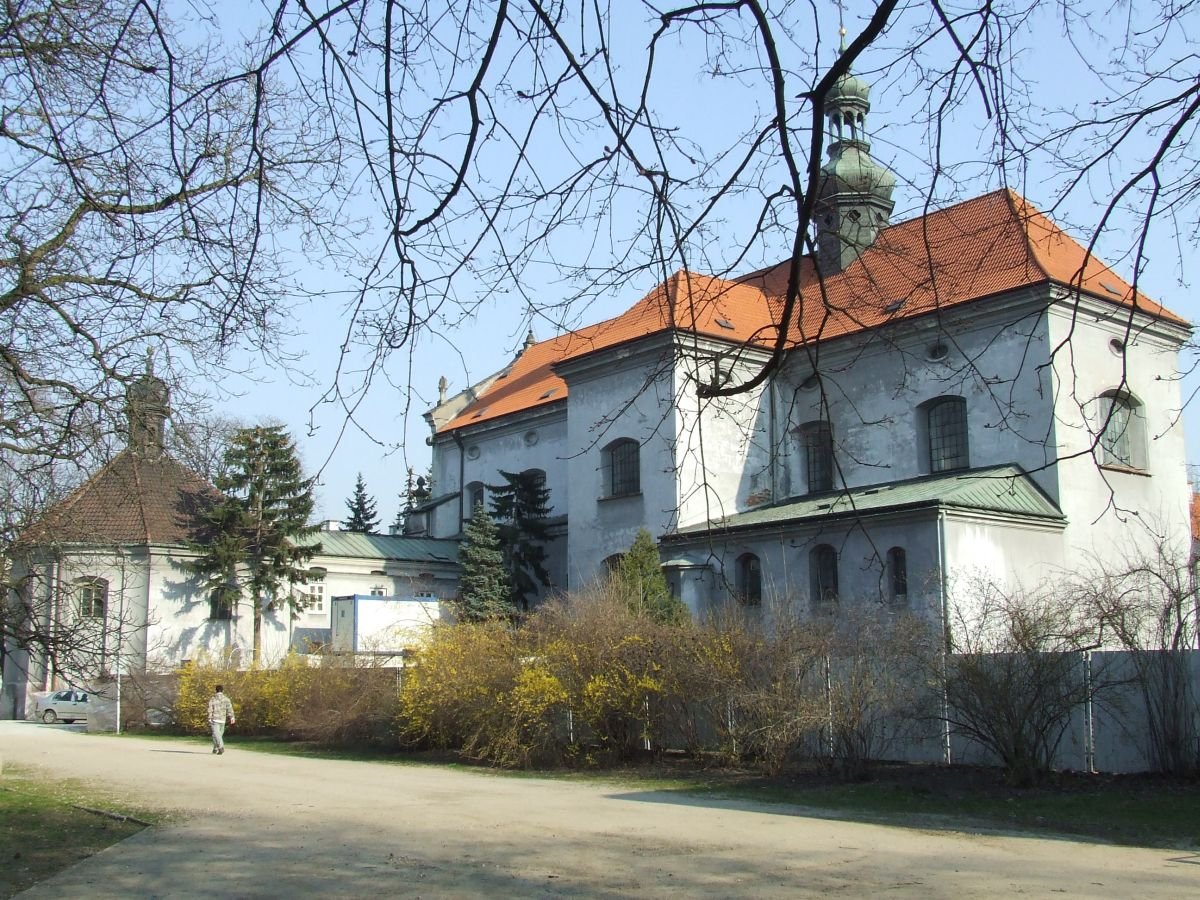
Kościół oo. Reformatów w Warszawie fundowany przez Stanisława Skarszewskiego. Widok od strony Ogrodu Saskiego

Stanisław Skarszewski herbu Leszczyc z Rzeczniowa (ur. w 1602 roku – zm. 4 kwietnia 1685 roku) – kasztelan wojnicki w latach 1667–1685, kasztelan małogoski w latach 1661–1667, podstoli sandomierski od 1623 roku, wielkorządca krakowski od 24 czerwca 1665 roku do 24 czerwca 1675 roku, starosta stężycki w latach 1648–1650, starosta wasilkowski w 1648 roku, starosta radomski w latach 1650–1654, starosta drohobycki w latach 1662–1685, starosta złotoryjski w latach 1671–1679, starosta barwałdzki w latach 1671–1682, dzierżawca ekonomii samborskiej w latach 1656-1665 i 1673–1679, dzierżawca żup krakowskich w latach 1661–1668, dzierżawca karbarii wielickich w latach 1671-1675, dworzanin królewski przed 1648 rokiem, w 1656 i 1676 roku, sekretarz królewski, dyplomata, dziedzic dóbr rzeczniowskich, fundator i dobroczyńca zakonów.

## Rodzina
Pochodził z zasłużonej dla kraju i Kościoła rodziny Skarszewskich h. Leszczyc z kaliskiego. Był synem Mikołaja Skarszewskiego, stolnika sandomierskiego i Anny Biskupskiej z Rudnik h. Lis. Braćmi jego byli: Zygmunt; Mikołaj, kanonik krakowski i kaliski (zm. 1648) i Jan (zm. 1662), kanonik płocki i krakowski.

## Kariera
- wraz z braćmi otrzymał staranne wychowanie, uczył się w Kolegium jezuitów w Kaliszu.
- 1625 – wyjechał na dalszą naukę do Włoch, zapisał się do księgi nacji polskiej w Padwie.
- 22 lutego 1631 – uzyskał w Rzymie doktorat obojga praw.
- 1632 – wrócił do Polski na elekcję Władysława IV, został dworzaninem królewskim, uzyskał podstolstwo sandomierskie[3].
- 1637–1676 – wielokrotnie posłował z województwa sandomierskiego na sejm. Był członkiem różnych komisji (m.in. do spraw granic węgierskiej, śląskiej i brandenburskiej) oraz pełnił funkcję sekretarza królewskiego oraz regenta  kancelarii mniejszej koronnej.
- 1647/1648 – otrzymał starostwo stężyckie, które trzymał do roku 1650.
- 1648 –  był elektorem Jana II Kazimierza Wazy z województwa sandomierskiego[4], podpisał jego pacta conventa[5].
- 1649 – reprezentował województwo sandomierskie na sejmie koronacyjnym.
- 1650 – otrzymał starostwo radomskie, poseł sejmiku opatowskiego na sejm 1650 roku[6].
- 1651 – wraz z bratem Zygmuntem wystawił sześciokonny poczet do chorągwi dworzańskiej Jana Kazimierza i uczestniczył w bitwie pod Beresteczkiem.
- 1655 – był wierny królowi polskiemu w czasie potopu szwedzkiego.
- 1656 – otrzymał od króla Jana Kazimierza zgodę na sprzedaż soli samborskiej w całej Rzeczypospolitej[7].
- 1659 – rzekomy kasztelan radomski.
- 1660 – otrzymał starostwo drohobyckie w woj. ruskim.
- 1661 – otrzymał od króla Jana Kazimierza godność kasztelana małogoskiego i wprowadzony został do senatu Rzeczypospolitej, dzierżawił żupy krakowskie.
- 1662 – kupił w Warszawie część folwarku Kałęczyn (w okolicy dzisiejszej Tamki); ufundował nowy, murowany kościół o.o reformatom na miejscu wcześniejszego drewnianego, zniszczonego przez Szwedów. Kościół wzniesiono w latach 1668–1680[8].
- 1665 – podczas rokoszu Lubomirskiego stanął po stronie króla i za lojalność otrzymał wielkorządy krakowskie po zmarłym woj. sieradzkim Hieronimie Wierzbowskim[9].
- 1666 – kupił plac z domem w Krakowie, przez pewien czas był właścicielem kamienicy (obecnie Krzysztofory) przy Rynku Głównym w Krakowie.
- 14 sierpnia 1667 – otrzymał kasztelanię wojnicką.
- 10 kwietnia 1668 – ślubował Katarzynie z Ginwiłł Piotrowskich herbu Ślepowron, córce kuchmistrza litewskiego i wdowie po Hieronimie Wierzbowskim; ślubu udzielił nuncjusz papieski Antonio Pignatelli[10], co świadczyło o wysokiej pozycji społecznej Stanisława Skarszewskiego, zaś na weselu w pałacu podkanclerzego litewskiego Michała Radziwiłła obecny był król wraz z całym dworem.
- 16 września 1668 – na sejmie abdykacyjnym podpisał akt potwierdzający abdykację Jana II Kazimierza Wazy[11].

- 1669 – uczestniczył w elekcji, został sędzią generalnego sądu kapturowego[12], oddał głos na Michała Korybuta Wiśniowieckiego z województwa krakowskiego[13], brał też udział w sejmie koronacyjnym.
- 1670 – przewodniczył komisji do spraw żup wielickich i bocheńskich, złożył wotum klasztorowi Klarysek w Starym Sączu i polecił się opiece św. Kindze.
- 1674 – uczestniczył w elekcji i oddał głos na Jana III Sobieskiego z województwa krakowskiego[14].
- w czerwcu 1678 we Lwowie przedstawił królowi Janowi III Sobieskiemu swego dziewięcioletniego syna Jana Antoniego, który wręczył Janowi III Sobieskiemu czarę pełną  portugałów
- umarł 4 kwietnia 1685 roku w Rzeczniowie i został pochowany 3 maja tego roku w kościele Reformatów w Warszawie[15]
- był członkiem konfederacji generalnej zawiązanej 5 listopada 1668 roku na sejmie konwokacyjnym[16].

Poseł na sejm w 1637, 1638, koronacyjny 1649, 1650, 1659, 1668, koronacyjny 1676 roku.
Ze związku z Katarzyną z Ginwiłł Potrowskich pozostawił syna Jana Antoniego (ur. 1 kwietnia 1669).
Wespazjan Kochowski poświęcił Stanisławowi Skarszewskiemu wiersz Brog zawsze w pełni cnót ze zbioru Niepróżnujące próżnowanie z roku 1674.
Kasper Niesiecki w swoim herbarzu tak pisał o Stanisławie Skarszewskim:

Mikołaj stolnik Sendomierski, ten synów trzech spłodził: Stanisława, Zygmunta i Mikołaja. Z tych Stanisław, że był pięknego dowcipu, wymowy gładkiej, i obrotu wielkiego, Król Władysław IV. do dworu go swego pociągnął, kędy mu przypadł był do serca, przetoż go w legacyi do Ferdynanda III. Cesarza i do Siedmiogrodzkiego książęcia zażył, a potem  starostwa dwoje konferował mu, Stężyckie i Wasilkowskie, które wziąwszy, podstolego Sendomierskiego honoru ustąpił:  Kazimierz zaś Król, ekonomią mu Samborską i Drohobycką w administracyą puścił, był i regentem kancellaryi koronnej,  sędzią kapturowym Compositi judicii w Warszawie 1648. r. aż też i w senacie osadzony, krzesło kasztelani Wojnickiej zasiadł, złączył się był dożywotnie z Katarzyną Piotrowską, pozostałą wdową po Hieronimie Wierzbowskim, wojewodzie Sieradzkim.